# Mary Wynn
Mary Wynn (13 de marzo de 1902 – 22 de diciembre de 2001) fue una actriz estadounidense que trabajo durante la era de cine mudo.

## Biografía
Nacida como Phoebe Isabelle Bassor Watson en San Francisco, California, Hizo su debut en 1914 en un pequeño papel en False Pride, protagonizada por Jennie Lee y Charles Gorman. Su película más famosa, fue en un papel menor en la película de 1915 El nacimiento de una nación, protagonizada por Lillian Gish, Mae Marsh, y dirigida por D. W. Griffith. En 1920 protagonizó la película Hot Stuff juntó con James Harrison.
Entre 1920 y 1923 apareció en 19 películas. Muchas fuentes aseguran que apareció en la película de 1929 Crashing Through, aunque esto no esta confirmado. Wynn residió en Calabasas, California hasta su muerte el 22 de diciembre de 2001. En el momento de su muerte, era la última sobreviviente de El nacimiento de una nación.

## Filmografía
| Año  | Título                      | Papel          | Notas         |
| ---- | --------------------------- | -------------- | ------------- |
| 1915 | El nacimiento de una nación | Papel menor    | Sin acreditar |
| 1921 | The Man Who Smiled          |                | [ 1 ]         |
| 1922 | Shattered Idols             | Ethel Hathaway |               |
| 1922 | The Woman He Loved          | Helen Comstock |               |
| 1923 | The Power Divine            | Sally Slocum   |               |
| 1923 | Danger                      | Phyllis Baxter |               |
| 1923 | The Range Patrol            |                |               |
| 1928 | Crashing Through            |                |               |